# Neurolinguística
Neurolinguística é uma ciência que estuda a elaboração cerebral da linguagem. Ocupa-se com o estudo dos mecanismos do cérebro humano que suportam a compreensão, produção e conhecimento abstrato da língua, seja ela falada, escrita, ou assinalada. Trata tanto da elaboração da linguagem típica (ou seja, sem dificuldades), como dos distúrbios clínicos que geram suas alterações.

## Origem
Foi originada em meados do século XIX pelo francês Paul Broca e com o alemão Carl Wernicke. O que eles fizeram foi estudar e caracterizar a afasia (nome dado a um distúrbio de linguagem provocado por uma lesão cerebral que pode ser causada tanto por traumatismo, como por acidentes vasculares cerebrais) de pessoas que tinham sofrido alguma lesão no cérebro, e então, depois da morte dos pacientes, a fazer exames post-mortem para determinar que áreas do cérebro haviam sido danificadas.Estudo do processamento normal e patológico da linguagem a partir de construtos e modelos elaborados no campo da Linguística, da Neuropsicologia, da Psicolinguística, da Psicologia Cognitiva. A este item vincula-se ainda o interesse por temas neurolinguísticos tradicionais como neuro-psicofisiologia da linguagem, semiologia das chamadas patologias da língua.

## Visão geral
Interdisciplinar por natureza, este campo caminha na fronteira da Linguística, Neurobiologia e Engenharia informática, entre outros. Investigadores de várias especialidades sentem-se atraídos a ele, trazendo consigo técnicas experimentais diversificadas tal como perspectivas teoréticas altamente diferentes.
O termo neurolinguística tem, historicamente, sido associado com afasiologia, o estudo de déficits linguísticos e sobre-capacidades, resultantes de formas específicas de danos cerebrais. Mas esse é um ramo diferente.
Embora a afasiologia seja o núcleo histórico da neurolinguística, o ramo cresceu consideravelmente nos anos recentes, com o uso das novas tecnologias. A língua é um tópico de interesse fundamental em neurociência cognitiva e técnicas modernas de obter imagens do cérebro contribuíram grandemente para um crescente conhecimento da organização anatómica das funções linguísticas. Tais técnicas incluem PET (em português, tomografia de emissão positrônica) e fMRI (mapeamento funcional por ressonância magnética), as quais permitem a obtenção de imagens de alta resolução do uso de energia pelas várias regiões do cérebro durante atividades de processamento linguístico. Até à data, os resultados destas técnicas não contradisseram os resultados existentes vindos da afasiologia.
Infelizmente, estas técnicas não permitem imagens contínuas da atividade cerebral durante a produção ou compreensão de frases. Como uma sequência seria altamente relevante nestas questões, os pesquisadores também aplicam as técnicas electrofisiológicas grosseiras EEG (de electroencefalografia) e MEG (de magnetencefalografia). Têm uma precisão de milissegundos, mas a natureza dos mecanismos cerebrais que geram os sinais eléctricos é desconhecida, tornando-os difíceis de interpretar. Como resultado, EEG e MEG são utilizados primariamente para informar teorias da arquitetura cognitivo-computacional da língua, ignorando a sua implementação neurobiológica precisa. Por exemplo, pode-se suspeitar que de três categorias de palavras que podem acabar uma frase, na verdade, duas usam o mesmo mecanismo, mas a terceira é representada de um modo diferente. Mostrando que as duas resultam numa resposta electrofisiológica idêntica diferente da terceira confirmaria tal hipótese.
Entre técnicas novas não intrusivas para estudar o funcionamento do cérebro, incluindo como funciona a língua, estimulação magnética transcranial também merece referência.
Muito ligado a esta pesquisa está o campo da Psicolinguística, que procura elucidar os mecanismos cognitivos da língua empregando as técnicas tradicionais da Psicologia experimental, incluindo a análise de indicadores como o tempo de reação, número de erros e movimento dos olhos.
Outra metodologia importante em neurociência cognitiva da língua é a modelação computacional, que é capaz de apontar a plausibilidade (ou falta dela) em hipóteses específicas sobre a organização neural da língua e ao mesmo tempo gerar novas predições para futura pesquisa empírica. Atualmente modeladores computacionais estão a colaborar crescentemente com mapeadores cerebrais e psicólogos em programas interdisciplinares coordenados de pesquisa. Tais programas resultaram em previsões novas e importantes da natureza da língua, como também sobre deficiências linguísticas importantes que afetam milhões, como a gaguez ou a dislexia.

## Neurociência da linguagem
A  neurociência da linguagem é um novo campo de estudo derivado da Neurolinguística e estabelece uma interface com a biologia e é pautada na Teoria Linguística. Falamos aqui da diferenciação entre as duas enquanto a primeira está interessada na linguagem sadia e e como ela funciona no cérebro.

### Década de 80
A partir da década de 80, algumas técnicas não invasivas de acesso cortical, como as técnicas eletromagnéticas (EEG, MEG), que mapeiam o curso temporal do processamento, além dos hemodinâmicos (fMRI, PET), que marcam localização da área cortical ativada durante um estímulo passaram a ser utilizadas para o estudo da linguagem buscando a compreensão dos mecanismos neurais responsáveis e envolvidos na linguagem.
Um trabalho seminal para esse campo é o de Kutas e Hillyard(1980), em que os autores buscavam efeitos eletrofisiológicos chamados de ERPs - potenciais relacionados a eventos - produzidos quando ocorriam quebras de expectativa semântica através de estímulos linguísticos, como em:
He spread the warm bread with socks.
Ele espalhou o pão quente com meias.
Os resultados mostraram uma onda eletrocortical negativa, próxima dos 400ms após o estímulo inesperado ser mostrado, nomeada de N400 e foram replicados em muitas línguas naturais ao redor do mundo, o que impulsionou descobertas  de novos ERPs, como o P600.
Em Português Brasileiro, a Neurociência da linguagem começou em França (2002) que testou a incongruência semântica em sentenças como Titia comeu a sandália (2002:129).
David Marr propôs, a partir do estudo da visão, um sistema de análise do processamento de informações cognitivas em três níveis:
(1) Computacional: O que o sistema faz? Por que o faz?
(2) Representacional: Como o Sistema faz e que representações e processos ele utiliza;
(3)Físico: Quais sistemas neuronais implementam o Sistema cognitivo?
Esse trabalho de Marr também da década de 80 (Vision, 1982)  foi importante para a Neurociência da Linguagem por integrar os níveis de contribuição de diferentes áreas no estudo do sistema cognitivo da linguagem.

### Século XXI
Friederici(2002)  organizou os dados encontrados nesses estudos e propôs um curso temporal do processamento linguístico formado por quatro fases, que começam na análise primária acústica e vai até os processos de reanálise e reparação, de acordo com os ERPs descobertos.

#### Problemas atuais
Pensando sobre as dificuldades no estudo de como funciona a linguagem como sistema cognitivo, suas unidades e processos, Poeppel & Embick(2005)  discutiram dois problemas básicos que o neurocientista da linguagem enfrenta: (1) Problema da Incomensurabilidade Ontológica, em que os processos da linguagem não podem ser reduzidos aos estudados a nível dos neurônios e; (2) Problema da Incompatibilidade Granular, que argumenta que as unidades mínimas relacionadas à Linguística, como sintagmas e fonemas, apresentam sua natureza completamente diferente da natureza do que é estudado pela neurociência.